# Kimparana
Kimparana est une ville située dans le cercle de San, région de Ségou au Mali. Sa population est de 4 526 habitants en 2005.
Kimparana est le chef-lieu de la commune rurale de Kava qui englobe la ville de Kimparana et quinze village.